# ワンダー・ガールズ 東方三侠2
『ワンダー・ガールズ 東方三侠2』（ワンダー・ガールズ とうほうさんきょう2、原題：現代豪俠傳）は、1993年の香港のアクション映画。

## ストーリー
核兵器によって汚染され荒廃した世界で世界征服の野望に立ち向かう三人を描く。

## 出演
※括弧内は日本語吹替
- トントン - アニタ・ムイ（弥生みつき）
- サン - ミシェール・キング（田中敦子）
- チャット - マギー・チャン（岡本麻弥）
- キム - アンソニー・ウォン（千葉繁）
- カウ - アンソニー・ウォン（宇垣秀成）
- ロー刑事 - ダミアン・ラウ（田中正彦）
- 将軍 - チョン・プイ（堀之紀）
- タク - ラウ・チンワン（竹村拓）
- ホン - 金城武（宮本充）

## スタッフ
- 監督：チン・シウトン、ジョニー・トー
- 脚本：サンディ・ショウ
- 音楽：ウォン・ガーシン